# Cyamus ceti
Cyamus ceti är en kräftdjursart som först beskrevs av Carl von Linné 1758.  Cyamus ceti ingår i släktet Cyamus och familjen vallöss. Arten har ej påträffats i Sverige. Inga underarter finns listade i Catalogue of Life.